# Eros (film, 2004)
Pour les articles homonymes, voir Éros (homonymie).
Pour plus de détails, voir Fiche technique et Distribution.
Eros est un film à sketches composé de trois segments liés à l'érotisme et au désir, réalisés par Michelangelo Antonioni, Steven Soderbergh et Wong Kar-wai. Le film est présenté en 2004 à la Mostra (en sélection officielle) et au festival de Toronto, et sort en salles la même année.

## Synopsis
Le Périlleux enchaînement des choses (Il filo pericoloso delle cose, Antonioni)
Christopher et Cloe (joués par Christopher Buchholz et Regina Nemni) passent leur vacances près d'un lac en Toscane. La passion entre eux semble bien être une chose du passé, aujourd'hui éteinte. Dans un restaurant sur la plage, ils rencontrent la très belle Linda (Luisa Ranieri), qui vit dans une tour médiévale où elle invite le couple à la rejoindre.
Équilibre (Equilibrium, Soderbergh)
En 1955, Nick Penrose (Robert Downey Jr.) s'estime déséquilibré du fait de l'énorme pression qu'il y connait dans son travail de publicitaire. Il va consulté le Dr. Pearl, psychiatre(Alan Arkin), à qui il raconter le rêve qu'il fait très souvent: dans son appartement, il voit marcher une belle femme nue (Ele Keats). Le docteur, pendant qu'il écoute son patient, semble plus préoccupé par ce que lui-même semble voir de sa fenêtre.
La Main (手, Wong Kar-Waï)
À Hong Kong, en 1964, un jeune tailleur (Chang Chen) peine à prendre les mesures d'une belle prostituée (Gong Li) qui lui a commandé une robe, tant il est envouté par la sensualité de ses formes. Un long flashforward montre au spectateur la cruelle descente de Mademoiselle Hua vers une mort certaine.

## Fiche technique
Sauf indication contraire, les informations mentionnées dans cette section peuvent être confirmées par la base de données cinématographiques IMDb,  présente dans la section « Liens externes ».
- Titre : Eros
- Conception des interludes : Lorenzo Mattotti
- Effets spéciaux : Industrial Light & Magic
- Sociétés de production : Block 2 Pictures, Roissy Films, Solaris SA, Cité Films Productions, Fandango, Delux Productions et Jet Tone Production
- Distribution : Warner Independent Pictures (États-Unis), Artificial Eye (Royaume-Uni)
- Genre : film à sketches, romance, comédie dramatique
- Format : couleur (certaines séquences en noir et blanc) - 1.85:1 - 35 mm / son : DTS - Dolby Digital - SDDS
- Pays d'origine :  Hong Kong,  Italie,  États-Unis,  Luxembourg,  France,  Royaume-Uni
- Langues originales : mandarin, anglais, italien
- Durée : 104 minutes
- Dates de sortie[1] :
  -  Italie : 10 septembre 2004 (Mostra de Venise 2004 - sélection officielle)
  -  Canada : 16 septembre 2004 (festival international du film de Toronto - sélection officielle)
  -  États-Unis : 8 avril 2005 (sortie limitée)
  -  France : 6 juillet 2005
- Classification :
  -  France : interdit aux moins de 16 ans

### SegmentLe Périlleux enchaînement des choses
- Titre original : Il filo pericoloso delle cose
- Réalisation : Michelangelo Antonioni
- Scénario : Michelangelo Antonioni et Tonino Guerra
- Musique : Enrica Antonioni et Vinicio Milani
- Directeur de la photographie : Marco Pontecorvo
- Montage : Claudio Di Mauro
- Producteurs : Raphaël Berdugo, Stéphane Tchal Gadjieff, Domenico Procacci.
- Directeur de production : Leonardo Cellai
- Assistant-réalisateur : David Maria Putortì
- Création des costumes : Carin Berger
- Assistant de production Solaris (France) : Jérémie Carboni

### SegmentÉquilibre
- Titre original : Equilibrium
- Réalisation et scénario : Steven Soderbergh
- Musique : Chico O'Farrill
- Directeur de la photographie : Steven Soderbergh (crédité sous le pseudonyme de Peter Andrews)
- Costumes : Milena Canonero
- Montage : Steven Soderbergh (crédité sous le pseudonyme de Mary Ann Bernard)
- Producteurs : Jacques Bar, Raphaël Berdugo, Gregory Jacobs et Stéphane Tchalgadjieff

### SegmentLa Main
- Titre original : The Hand
- Réalisation et scénario : Wong Kar-wai
- Musique : Peer Raben
- Directeur de la photographie : Christopher Doyle
- Montage et décors : William Chang
- Producteurs : Wai-Chung Chan et Jacky Pang Yee Wah

## Distribution
| Le Périlleux enchaînement des choses - Christopher Buchholz (V.F.:Bruno Choël) : Christopher - Regina Nemni (V.F.:Danièle Douet) : Cloe - Luisa Ranieri : la fille / Linda - Cecilia Luci : Girl by the Cascade #1 - Karima Machehour : Girl by the Cascade #2 - Riccardo Manfredi : le barman - Valerio Burroni : le serveur - Pelino Tarantelli : le jardinier - Maria Bosio : une invitée au restaurant - Carla Milani : une invitée au restaurant - Vinicio Milani : un invité au restaurant - Jason Cardone : un invité au restaurant - Carin Berger : une invitée au restaurant - Enrica Antonioni : une invitée au restaurant | Équilibre - Robert Downey Jr. (VF : Bernard Gabay) : Nick Penrose - Alan Arkin : Docteur Pearl / Hal - Ele Keats : la femme / Cecelia La Main - Gong Li (VF : Françoise Cadol) : Miss Hua - Chang Chen : Zhang - Feng Tien : Maître Jin - Luk Auntie : Ying, la servante de Miss Hua - Jianjun Zhou : Zhao, l'amoureux de Miss Hua - Wing Tong Sheung : un tailleur - Kim Tak Wong : un tailleur - Siu Man Ting : un tailleur - Lai Fu Yim : un tailleur - Cheng You Shin : un tailleur - Wing Kong Siu : un tailleur - Kar Fai Lee : un tailleur - Chi Keong Un : le concierge de l'hôtel |

## Production

### Genèse et développement
Le projet est à l'origine une initiative du producteur et réalisateur français Stéphane Tchalgadjieff. Il s'associe d'autres producteurs français et italiens.

« Le concept était de réunir deux des plus grands réalisateurs de la génération actuelle, ayant reconnu en public que Michelangelo Antonioni avait été une grande source d'inspiration pour leur propres œuvres. Chacun d'entre eux réaliserait une partie du sujet érotique de leur choix. En étant libre de faire tout ce qu'ils voulaient. De plus, nous voulions que Michelangelo Antonioni nous dise ce que Eros était pour lui. »

— Stéphane Tchalgadjieff
.
Le réalisateur italien Michelangelo Antonioni accepte rapidement le projet. Les producteurs choisissent ensuite le réalisateur hongkongais Wong Kar-wai et l'Espagnol Pedro Almodóvar. Ce dernier quitte finalement le projet pour tourner son long métrage La Mauvaise Éducation (2004). Il est remplacé par le cinéaste américain Steven Soderbergh. Stéphane Tchalgadjieff explique ce choix : « Nous savions qu'un des films-clefs de Soderbergh, c'est Le Désert rouge. Dans son bureau, il y a une grande affiche du film (...) et une autre pièce est remplie de photogrammes qu'[il] a mises en scène dans de très belles compositions ! »
Les intrigues des trois segments sont inspirées d'histoire du recueil Ce bowling sur le Tibre de Michelangelo Antonioni édité en France en 1985. Le film Par-delà les nuages (1995) de Michelangelo Antonioni et Wim Wenders s'inspirait déjà d'une histoire du recueil.
Sur les conseils du scénariste Tonino Guerra, les interludes entre chaque segments sont confiées à l'artiste italien Lorenzo Mattotti. Chaque interlude correspond au style du segment. Ces interludes sont par ailleurs accompagnées d'une composition de Caetano Veloso, un musicien brésilien très populaire.

### Tournage
Le tournage de La Main, le segment de Wong Kar-wai a lieu durant la très longue et chaotique de son film 2046. La Main devait initialement être tourné à Shanghaï mais cela est remis en cause par une l'épidémie de SRAS, comme le raconte le réalisateur :

« Nous avons dû annuler notre plan de tournage à Shangaï. Du coup, nous nous sommes repliés à Hong Kong et Macao où nous avons travaillé avec une équipe réduite, car plusieurs personnes ont quitté le pays. Nous avons tâché de tourner dans un laps de temps aussi resserré que possible. Pendant les deux derniers jours de tournage, nous avons tourné de manière ininterrompue pendant 48 heures d'affilée. Chaque journée de travail était précédée par un rituel : nous nous désinfections les mains et nous revêtions nos masques. Sur le conseil des médecins, nous évitions tout contact physique avec autrui. C'est cette situation qui m'a donné envie de faire un film sur le toucher. »

— Wong Kar-wai
Comme souvent sur ses films à partir des années 2000, Steven Soderbergh officie lui-même directeur de la photographie et monteur. Il est cependant crédité au générique sous les noms de Peter Andrews et Mary Ann Bernard, des pseudonymes rendant hommage à ses parents.